# Kalózok! – A kétballábas banda
A Kalózok! – A kétballábas banda (eredeti cím: The Pirates! In an Adventure with Scientists!) 2012-ben bemutatott amerikai–brit 3D-s stop-motion technikával készült animációs film, amelynek a rendezője Peter Lord, producerei Julie Lockhart, Peter Lord és David Sproxton, a zeneszerzője Theodore Shapiro, az írója Gideon Defoe. A film a Aardman Animations és Sony Pictures Animation gyártásában készült, és a Columbia Pictures és Sony Pictures Releasing forgalmazásában jelent meg. Műfaját tekintve kalandfilm, filmvígjáték és akciófilm.
Az Egyesült Királyságban 2012. március 28-án mutatták be, Magyarországon pedig 2012. május 17-én.

## Szereplők
| Szereplő                     | Eredeti hang    | Magyar hang        |
| ---------------------------- | --------------- | ------------------ |
| Kalózkapitány                | Hugh Grant      | Nagy Ervin         |
| Sálas kalóz                  | Martin Freeman  | Sörös Miklós       |
| Viktória királynő            | Imelda Staunton | Szabó Éva          |
| Charles Darwin               | David Tennant   | Kerekes József     |
| Büszke Bellamy               | Jeremy Piven    | Király Attila      |
| Fullánk Liz                  | Salma Hayek     | Sági Tímea         |
| Fapata Hastings              | Lenny Henry     | Kálid Artúr        |
| Kalózkirály                  | Brian Blessed   | Borbiczki Ferenc   |
| Albínó-kalóz                 | Russell Tovey   | Elek Ferenc        |
| Köszvényes kalóz             | Brendan Gleeson | Csuja Imre         |
| Meglepően gömbölyű kalóz     | Ashley Jensen   | Kisfalvi Krisztina |
| Alkony és cica kedvelő kalóz | Ben Whitehead   | Schneider Zoltán   |
| Collingwood admirális        | Mike Cooper     | Szacsvay László    |
| Skarlát Morgan               | David Schneider | Törköly Levente    |

További magyar hangok: Csuha Lajos, Fesztbaum Béla, Forgács Gábor, Galambos Péter, Izsóf Vilmos, Koroknay Géza, Láng Balázs, Nádasi Veronika, Pálfai Péter, Rosta Sándor, Varga T. József, Várkonyi András